# Jean Graton
Jean Graton (Nantes, 10 agosto 1923 – Bruxelles, 21 gennaio 2021) è stato un fumettista francese.
È conosciuto soprattutto come il creatore della serie Michel Vaillant pubblicata nel settimanale Le Journal de Tintin dal 1957. La serie  comprende 72 albi (luglio 2014).

## Biografia
Jean Graton scopre molto presto gli sport meccanici accompagnando il padre, commissario del Club motociclistico nantese, alle corse regionali che questi organizzava. 
Nel 1947 si trasferisce a Bruxelles con la speranza, dopo anni di duro lavoro come operaio in un cantiere navale, di potersi dedicare al disegno. In un primo tempo realizza disegni pubblicitari e nel 1951 grazie a Jean-Michel Charlier che apprezza il suo tratto, inizia la sua collaborazione con le Journal de Spirou disegnando le Belles Histoires de l'oncle Paul.
Per Le Journal de Tintin crea nuovi personaggi diventando così autore di storie e disegni delle sue opere ambientate nel mondo dell'automobilismo. Raggiunge un immenso successo con la serie Michel Vaillant.
Sua moglie Francine collabora colorando le tavole; sarà la sceneggiatrice della serie Les Labourdet concepita per un pubblico femminile. 
Nel 1976 crea un nuovo personaggio: Julie Wood, campionessa di motociclismo, che fa la sua apparizione in Super As.
Jean Graton, negli adattamenti cinematografici, sarà assistito dal suo terzo figlio Philippe.
Gli altri figli si chiamano Jean-Claude e Gurval. Quest'ultimo è stato preso a modello per un personaggio che appare nell'albo Steve Warson contro Michel Vaillant.
Jean Graton nel 1981 ha fondato la casa editrice Graton Éditeur.

## Opere

### Fumetti
- Michel Vaillant
- Julie Wood
- Les Labourdet
- Les belles histoires de l'Oncle Paul per Le Journal de Spirou